# حزب وفد جدید
حزب وفد جدید حزب سیاسی لیبرال مصری است که در سال ۱۹۸۳ برای تجدید حیات حزب وفد تأسیس شد. این حزب تقریباً همان خط مشی حزب وفد سابق، مهم‌ترین حزب تاریخ مصر را دنبال می‌کند که در سال ۱۹۵۲ منحل شده بود.
ریاست حزب وفد جدید هم‌اکنون بر عهدهٔ السید بدوی است که در ۲۸ مه ۲۰۱۰ با پیروزی بر محمود اباظه رئیس سابق به رهبری حزب رسید.

## حزب وفد جدید
حزب وفد در سال ۱۹۷۶ با اعلام نظام چندحزبی توسط انور سادات، تحدید حیات یافت و از سال ۱۹۸۳ با نام حزب وفد جدید به رهبری فؤاد سراج‌الدین فعالیت خود را آغاز کرد. وفد جدید خواستار برقراری یک نظام پارلمانی چندحزبی و الغای سیاست‌های سوسیالیستی شد که در دوران رئیس‌جمهور سابق، جمال عبدالناصر، اتخاذ شده بود. وفد توانست به سرعت بخشی از محبوبیت خود را، به ویژه در میان قبطیان و مناطق مرفه‌تر شهری، بازیابد.
حزب وفد به عنوان اپوزیسیون حکومت به ادامهٔ اجرای قانون شرایط اضطراری اعتراض داشته‌است.

## انتخابات
- ۱۹۸۴: حزب وفد جدید اولین بار در سال ۱۹۸۴ در انتخابات مجلس خلق مصر شرکت کرده و در ائتلاف با اخوان‌المسلمین به ۵۸ کرسی پارلمان رسیدند.
- ۱۹۸۷: در انتخابات ۱۹۸۷ از ائتلاف با اخوان‌المسلمین خودداری کرده و به‌طور انفرادی در انتخابات شرکت و به ۳۵ کرسی رسیدند.
- ۱۹۹۰: در انتخابات ۱۹۹۰ به همراه چند حزب دیگر اپوزیسیون انتخابات را تحریم کردند.
- ۱۹۹۵: تنها به ۶ کرسی رسیدند.
- ۲۰۰۰: تنها ۷ کرسی کسب کردند.
- ۲۰۰۵: به ۵ کرسی رسیدند. (محمود اباظه، محمد سرحان، محمد مصطفی شردی، طارق سباق و صلاح صایغ)
- انتخابات ریاست‌جمهوری ۲۰۰۵: در اولین انتخابات ریاست‌جمهوری رقابتی تاریخ مصر رئیس حزب وفد جدید نعمان جمعه شرکت کرده و با ۲۰۱٬۸۹۱ رأی از مجموع ۷٬۰۵۹٬۰۱۰ رأی با ۲٬۹٪ آراء پس از حسنی مبارک و ایمن نور رئیس حزب الغد در جای سوم قرار گرفت.

## درگیری داخلی ۲۰۰۶
پس از عملکرد ضعیف نعمان جمعه رهبر حزب در انتخابات ریاست‌جمهوری ۲۰۰۵ و سپس شکست حزب در انتخابات پارلمانی اختلافات شدیدی در کادر رهبری حزب بروز کرد و حزب به دو اردوگاه مخالفان و موافقان نعمان جمعه تقسیم شد. نعمان جمعه منیر فخری عبدالنور نایب رئیس حزب و چند عضو دیگر را اخراج کرد اما کمیتهٔ سیاسی حزب در دسامبر ۲۰۰۵ تصمیم او را برگرداند. در فوریه ۲۰۰۶ شورای عالی حزب در یک نشست اضطراری نعمان جمعه را به اتهام رفتار استبدادی و سوء استفاده از اختیارات برکنار و محمود اباظه را برای یک دورهٔ ۶۰ روزه تا برگزاری انتخابات مجمع عمومی به ریاست آن انتخاب کرد. نعمان جمعه این تصمیم را خلاف اساسنامهٔ حزب اعلام کرده و با شکایت به دادستان کل کشور خواهان بازگشت دفتر حزب به او شد. دادستان نیز اعلام کرد جمعه اجازهٔ استفاده از دفتر حزب را دارد و اباظه نیز در یک شکوائیهٔ فوری خواستار لغو قرار دادستان شد. نعمان جمعه همچنین با مذاکره با انتشارات الاهرام برای ۱۳ روز جلوی انتشار روزنامهٔ الوفد الجدید ارگان رسمی حزب را گرفت. در ۱۰ فوریه ۲۰۰۶ مجمع عمومی حزب برکناری نعمان جمعه و انتخاب مصطفی طویل به عنوان رئیس موقت تا انتخابات ماه ژوئیه را اعلام کرد. در ۱ آوریل جمعه و هوادرانش ساختمان حزب را به اشغال خود درآورده و به سوی مخالفین که به آن‌ها سنگ پرتاب می‌کردند آتش گشودند که به جراحت ۲۳ نفر و آتش‌سوزی بخشی از ساختمان منجر شد و پلیس نعمان جمعه و تعدادی از طرفدارانش را بازداشت کرد.

## رئیسان
- فؤاد سراج‌الدین (۱۹۸۳ تا ۲۰۰۰)
- نعمان جمعه (۲۰۰۰ تا ۲۰۰۶)
- مصطفی طویل (۲۰۰۶)
- محمود اباظه (۲۰۰۶ تا ۲۰۱۰)
- السید بدوی شحاته (۲۰۱۰ تاکنون)